# Ramiro Fernández Bachiller
Ramiro Fernández Bachiller (Madrid, 26 de abril de 1962) es un diplomático español. Es Embajador de España en la República de Polonia (desde 2022).

## Carrera diplomática
Nació en Madrid. Tras licenciarse en Derecho, con especialidad en Derecho Público, en la Universidad de Sevilla, ingresó en la Escuela Diplomática (1988).
Ha estado destinado como segunda jefatura y encargado de los asuntos consulares en las Embajadas de España en Bucarest (Rumanía, 1989-1992) y Seúl (Corea del Sur, 1992-1994) y fue consejero en la embajada de España en Lisboa (Portugal, 1994-1998)
En el Ministerio de Asuntos Exteriores, Unión Europea y Cooperación - MAEUEC (Madrid) ha sido embajador en Misión Especial-Director de la Unidad de Emergencia Consular (2013-2014); embajador en Misión Especial para la Presidencia Española del Consejo de la Unión Europea (2010); segundo introductor de Embajadores y subdirector general de Viajes y Visitas Oficiales, Ceremonial y Órdenes (2000-2006); vocal asesor en la Dirección General de Política Exterior para África y en la Dirección General de Medios y Diplomacia Pública; e inspector general jefe de la Inspección General de Servicios (2018-2022).
Ha desarrollado una labor docente en la Escuela Diplomática, en el Instituto Nacional de Administración Pública y en el Instituto Universitario General Gutiérrez Mellado.
Ha sido embajador de España en Gabón (Libreville, 2006-2009) con concurrencia en la República Democrática de Santo Tomé y Príncipe, y embajador de España en Rumanía (Bucarest, 2014-2018) con concurrencia en la República de Moldavia.
Ha sido condecorado con la Gran Cruz del Mérito Aeronáutico con distintivo blanco, con la Encomienda de la Real y Distinguida Orden Española de Carlos III, con la Encomienda de Número de la Orden de Isabel la Católica, con la Encomienda de Número de la Orden del Mérito Civil, con la Cruz del Mérito Militar con distintivo blanco, con la Cruz de Plata de la Orden del Mérito de la Guardia Civil y con la Cruz de la Orden del Mérito Policial, 
Desde mayo de 2022 es embajador de España en la República de Polonia.